# S-Bahn w Monachium
S-Bahn w Monachium (niem. S-Bahn München) – sieć S-Bahn w Monachium, której operatorem jest spółka zależna od Deutsche Bahn DB Regio.
Sieć S-Bahn jest zintegrowana w Münchner Verkehrs- und Tarifverbund (MVV). Obejmuje ona większość zaludnionego obszaru strefy aglomeracji Monachium, czyli około 2,7 miliona mieszkańców. Wraz z metrem, jest podstawą systemu publicznego transportu zbiorowego w Monachium.
S-Bahn w Monachium rozpoczęło działalność w dniu 28 maja 1972. Jego budowę przyspieszono jako część systemu w celu zapewnienia odpowiedniego systemu transportu w czasie Letnich Igrzysk Olimpijskich w Monachium w 1972 i jako sposób modernizacji transportu w aglomeracji Monachium. System został stworzony przez połączenie podmiejskich kolei z zachodniej części miasta z tymi na wschodzie, poprzez budowę tunelu pod centrum miasta od stacji Hauptbahnhof do Ostbahnhof.

Sieć S-Bahn w Monachium

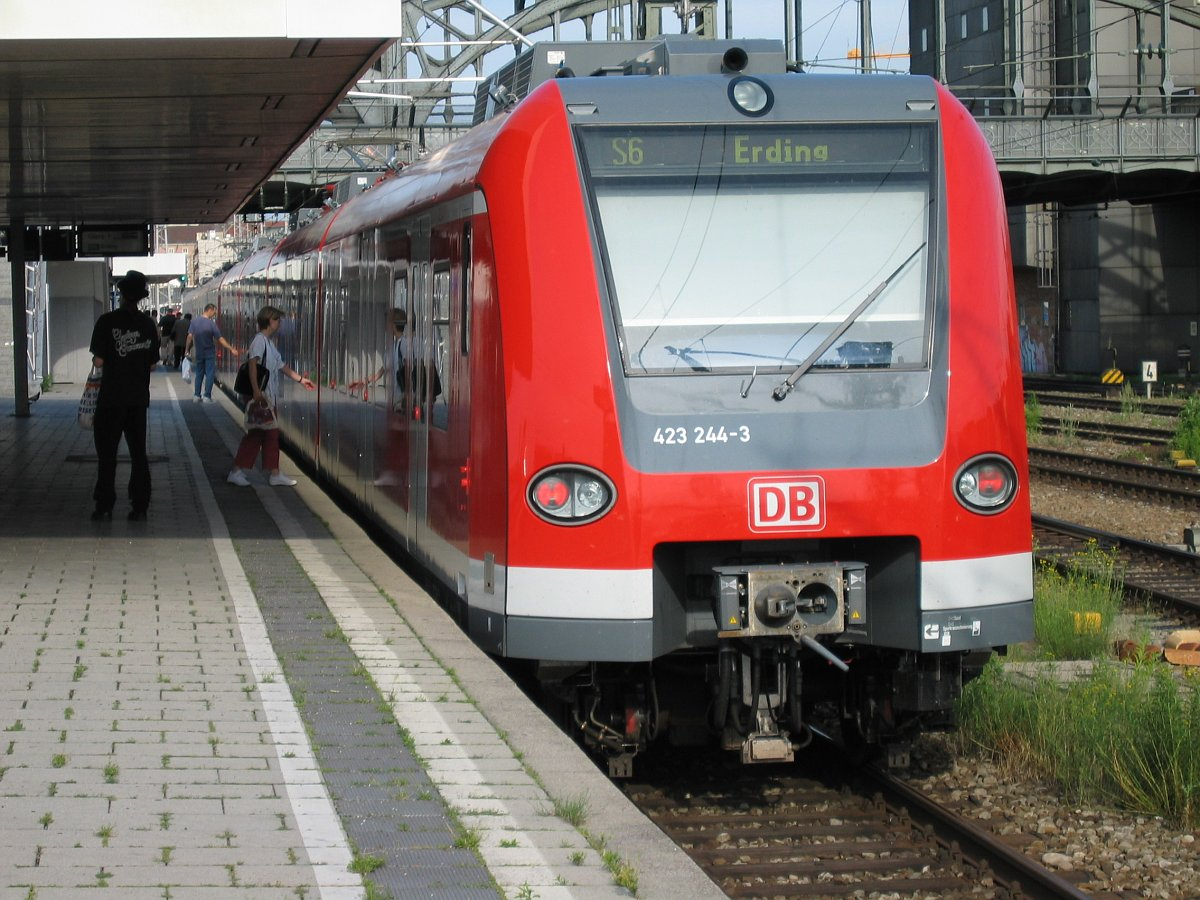
Pociąg S-Bahn na przystanku Hackerbrücke